# Yoshimitsu
Yoshimitsu (吉光? lett. "luce della buona sorte") è il nome di tre personaggi all'interno dell'universo videoludico Namco, in particolare delle serie picchiaduro Tekken e Soulcalibur. Nello specifico, Yoshimitsu è il nome che viene attribuito ad ogni capo del Clan Manji, il quale impugna una spada demoniaca che porta lo stesso nome. I primi a portare il titolo di Yoshimitsu nella storia furono due guerrieri giapponesi del XVI secolo, apparsi in tutta la serie Soulcalibur ad eccezione di Soul Blade. Nella storia si succedettero diversi leader ma l'unico altro Yoshimitsu finora conosciuto è quello del XXI secolo apparso nella serie Tekken.

## Storia

### Yoshimitsu il primo
Oda Nobunaga, Daimyō della regione Owari del XVI secolo, desiderava avere al suo servizio un misterioso clan di guerrieri conosciuto con il nome di Clan Manji. Il capo del clan fu invitato da Oda nel suo castello Azuichi. A causa dell'età avanzata, il capo del clan mandò in sua rappresentanza il più potente fra i suoi guerrieri (il futuro Yoshimitsu il primo). Questi rifiutò, su ordine del suo capo, l'offerta di alleanza con Nobunaga, e fece ritorno al suo villaggio. Nobunaga tuttavia, avendo previsto una possibile risposta negativa da parte del Clan, mandò il suo esercito personale a radere al suolo il villaggio Manji, con l'ordine di non fare prigionieri. Al suo ritorno, il futuro Yoshimitsu trovò il suo villaggio e la sua famiglia distrutti. Intuendo che ciò fosse opera di Nobunaga, il guerriero si diresse al suo castello e lo sfidò a duello. Nobunaga si rivelò più potente del previsto, e nello scontro Yoshimitsu perse il braccio destro, braccio che sostituirà con una protesi meccanica di legno di misteriosa fattura. Ritiratosi dal duello, Yoshimitsu giurò che avrebbe vendicato in futuro la sua famiglia e si mise in viaggio alla ricerca della onnipotente arma conosciuta col nome di Soul Edge. Qui iniziano gli eventi di Soulcalibur.
Nel suo viaggio Yoshimitsu venne a conoscenza della reale natura della spada, ovvero malvagia e corrotta. Inoltre la spada era stata distrutta in più frammenti e altri guerrieri (tra i quali Cervantes de Leon e Nightmare) ne possedevano alcuni ed erano diventati malvagi. Temendo quindi di diventare malvagio come Nightmare o peggio, un omicida come Nobunaga, Yoshimitsu intraprese un viaggio per distruggere tutti i frammenti della spada maledetta. Nel suo viaggio reclutò diversi uomini coraggiosi che si unirono sotto il suo nome per distruggere l'arma malvagia. Una volta giunto al castello di Ostrheinsburg, luogo dove si concentrava l'energia negativa della Soul Edge, Yoshimitsu non vi trovò che silenzio e desolazione. Avvertì però un'aura sinistra, non troppo diversa da quella della Soul Edge, proveniente dalla sua spada. La spada era, per sua natura, alla continua ricerca di sangue, e se la sua sete non fosse stata saziata, avrebbe condotto il proprietario alla follia. Yoshimitsu quindi intraprese un viaggio per placare il potere della spada e nel frattempo iniziò anche la sua opera di difesa dei deboli e degli innocenti, derubando i ricchi per aiutare i poveri.
Le eco delle sue gesta eroiche si diffusero ben presto in tutto il mondo conosciuto e molti uomini si unirono alla sua causa. Una notte un misterioso figuro, si intrufolò nella tenda di Yoshimitsu e rubò la sua spada. Il ladro, Voldo, aveva avvertito l'aura malvagia dell'arma e pensando che si trattasse della Soul Edge, la portò con sé. Yoshimitsu, accortosi del furto partì immediatamente alla ricerca della sua spada. Non voleva che nessun altro potesse avere a che fare con il potere malvagio della spada. Le sue ricerche lo portarono in Italia, nel Regno di Napoli, in Sicilia. Qui scoprì il covo sotterraneo del defunto Mastro Vercci, signore e padrone di Voldo. Immersa tra infinite ricchezze, Yoshimitsu ritrovò la sua spada. Vi trovò anche un frammento della famigerata Soul Edge e ricordatosi dell'esistenza dell'arma maledetta, ricominciò la ricerca dei vari frammenti al fine di distruggerli. Qui iniziano gli eventi di Soulcalibur II.
Col tempo molti uomini si unirono alle file del Clan Manji fino a formare un gruppo molto esteso e potente. Un giorno Yoshimitsu pianificò un furto ai danni di un ricco signore giapponese che possedeva anche un frammento della Soul Edge. La notte del furto però non diede i frutti sperati e Yoshimitsu vide i suoi uomini brutalmente assassinati e i pochi superstiti riferirgli che, nella sala del tesoro, il frammento della Soul Edge era scomparso. Scomparso era anche un suo ufficiale in seconda nel quale Yoshimitsu aveva posto massima fiducia. Non capacitandosi di un possibile tradimento del suo uomo migliore, Yoshimitsu intraprese un viaggio alla ricerca della verità senza però trascurare la difesa dei deboli e la distruzione della Soul Edge. Qui iniziano gli eventi di Soulcalibur III.
Alla fine Yoshimitsu ritrovò il suo ufficiale scomparso gravemente ferito. Curatolo, l'uomo gli disse che la notte del furto avevano subito un'imboscata da parte di Tira una servitrice della Soul Edge e che quest'ultima aveva preso il frammento. Yoshimitsu radunò il resto dei suoi uomini e pianificò un massiccio attacco al castello Ostrheinsburg per distruggere il male al suo interno insieme alla Soul Edge. Per contenere il potere della spada demoniaca si impossessò della spada Fu-ma, un wakizashi in grado di contenere il potere della Yoshimitsu. Qui hanno inizio gli eventi di Soulcalibur IV.

### Yoshimitsu il secondo
Un giorno Yoshimitsu sentì delle voci riguardanti Cervantes de Leon. Si diceva che fosse ancora una volta risorto dai morti e lo stesse cercando per sfidarlo. Yoshimitsu però era ormai vecchio e stanco e nello scontro con il pirata fantasma fu seriamente ferito. Prossimo alla morte il guerriero sentì la necessità di trovare un erede al titolo di capo del clan Manji. Lo trovò in un giovane e forte guerriero del suo clan cresciuto però nel villaggio e nel clan Fu-ma, lo stesso clan di Taki. Yoshimitsu istituì un severo rituale che prevedeva che il successore designato sfidasse a duello Yoshimitsu e lo uccidesse per prendergli poi la spada. Il giovane guerriero affrontò il maestro e ne uscì vincitore, perdendo però nello scontro il braccio destro. Terminato lo scontro il giovane guerriero si avvicinò alla spada Yoshimitsu e la prese. Dalla spada uscirono lingue di fuoco e lamenti spaventosi. Il guerriero urlò: "Io sono Yoshimitsu il secondo! Ora calmati!" La spada placò la sua furia e accettò il guerriero come nuovo padrone. Solo una persona poteva essere designata come vero successore di Yoshimitsu e ora quella persona era stata accettata anche dalla spada. Ereditato il titolo di Yoshimitsu, insieme alla protesi meccanica e alla spada, il nuovo capo del Clan Manji si preparò a continuare la missione del suo predecessore; combattere il male in tutte le sue forme, essere un protettore e servitore dei deboli e un nemico dei forti e degli oppressori. Qui iniziano gli eventi di Soulcalibur V.

### Yoshimitsu del XXI secolo
Si perdono nella storia gli svariati successori di Yoshimitsu il secondo. La serie videoludica di Tekken ci permette di conoscere l'ultimo erede designato, quello dei giorni nostri. Come i suoi predecessori, poco o niente si conosce riguardante la sua vera identità, età o storia passata. Sembra però che sia un appassionato di lotta sumo e di Internet.
La storia a noi nota inizia con il primo capitolo di Tekken. Qui è un ladro gentiluomo a capo del Clan Manji. Si iscrive al primo King of Iron Fist Tournament per impossessarsi delle ricchezze della Mishima Zaibatsu. In effetti nel torneo affronta e sconfigge Ganryu, guardia della sala del tesoro Mishima, e svuota la cassa blindata. La refurtiva verrà donata a un villaggio cinese dove abita un giovane Marshall Law.
Due anni dopo Yoshimitsu tenta un altro furto ai danni della nuova Mishima Zaibatsu, guidata da Kazuya Mishima. Una volta entrato nell'edificio principale della multinazionale, viene assalito da una squadriglia di P.Jack. Yoshimitsu li abbatte uno dopo l'altro ma nello scontro un robot gli stacca il braccio sinistro. Gravemente ferito, il guerriero perde i sensi. Al suo risveglio si ritrova in una stanza di laboratorio della Mishima Zaibatsu. Sdraiato su un letto, viene avvicinato da un anziano signore in camice bianco, il dr. Geppetto Boskonovitch. Questi oltre a dichiararsi un sincero sostenitore delle sue imprese eroiche e umanitarie, gli comunica che durante la sua "degenza" in laboratorio, ha provveduto a impiantargli una protesi robotica per il braccio sinistro rendendolo molto più funzionale di prima. Yoshimitsu dopo avere espresso la sua gratitudine per il gesto, si dilegua. Si iscrive poi al King of Iron Fist Tournament 2 per rintracciare e punire Kunimitsu una ex-membro del clan Manji, che si è macchiata di furto per fini egoistici e ha provato più volte a rubare la spada del suo maestro. Trovata Kunimitsu, punita e espulsa dal clan per le sue azioni, Yoshimitsu viene a sapere che il Dr. Boskonovitch ha terminato i suoi lavori sul progetto "Sonno Freddo" e quindi non è più di alcuna utilità per l'azienda. Kazuya Mishima ordina che il dottore venga eliminato gettandolo da un elicottero in volo. Yoshimitsu si precipita al suo salvataggio prendendo il dottore con sé e abbattendo l'elicottero che lo trasportava.
Poco tempo dopo Yoshimitsu assiste a una scena peculiare nella storia di Tekken. Vede Heihachi gettare nel cratere di un vulcano uno sconfitto Kazuya, suo figlio, rendendosi così unico testimone di quella scena. Circa vent'anni dopo Yoshimitsu va a trovare il suo vecchio amico, il Dr. Boskonovitch. Da questi viene a sapere che molti lottatori sono misteriosamente scomparsi (tra i quali Jun Kazama e Kunimitsu) e il responsabile delle loro sparizioni nonché probabile carnefice è una creatura immortale di nome Ogre. Boskonovitch gli confida inoltre di aver contratto una rara malattia degenerativa durante i suoi studi sul progetto "Sonno Freddo" e l'unica speranza di guarigione potrebbe essere il sangue di Ogre. Yoshimitsu si iscrive al King of Iron Fist Tournament 3 per prelevare un campione di sangue della creatura e aiutare così l'amico malato. Durante il torneo incontra e sconfigge Bryan Fury, cyborg costruito dal Dottor Abel, per uccidere Boskonovitch. Nonostante riesca a prendere un campione del sangue di Ogre, la sostanza non dà gli effetti sperati.
Yoshimitsu riprende le sue attività di benefattore e di ladro gentiluomo. Sempre in prima linea dovunque ci fosse bisogno di lui, Yoshimitsu si impegna senza sosta nelle opere umanitarie intorno al mondo. Ma i fondi del Clan Manji non sono illimitati e il guerriero si rende conto di dover rimediare al più presto per evitare di sciogliere il Clan. Si iscrive al King of Iron Fist Tournament 4 nella speranza di poter ricevere aiuti dalla Zaibatsu o almeno compiere un altro furto ai danni della compagnia come aveva fatto 20 anni prima. Intrufolatosi nelle sedi della multinazionale Yoshimitsu scopre un Bryan Fury ferito gravemente e una Ling Xiaoyu sperduta e spaventata dai disordini creati dal cyborg all'interno dell'edificio. Portati entrambi i lottatori in salvo, Yoshimitsu racconta a Xiaoyu la storia della famiglia Mishima. Bryan invece viene portato al laboratorio di un sempre più stanco Dr. Boskonovitch. Questi lo cura e gli installa una batteria perpetua per tenerlo in vita.
Un mese più tardi Yoshimitsu fa ritorno al laboratorio del dottore. Qui trova il laboratorio distrutto, molti dei suoi uomini uccisi e il dottore in fin di vita. Era il ringraziamento di Bryan. Furioso Yoshimitsu parte alla ricerca del cyborg per eliminarlo e saputo della sua iscrizione al King of Iron Fist Tournament 5, il guerriero affila la sua spada e entra anch'egli nella competizione. Nel torneo incontra il ninja Raven che si dice divertito dalle strane e inusuali tecniche ninja del collega. Trovato il nemico Yoshimitsu lo affronta e lo sconfigge ma poco prima di potergli infliggere il colpo di grazia Bryan riesce a darsi alla fuga.
Yoshimitsu bracca il cyborg senza sosta fino a quando un giorno non avverte un'aura sinistra provenire dalla sua spada. Il guerriero si trova a fronteggiare lo stesso problema che il suo avo aveva avuto secoli prima, ovvero quello di contenere il potere della spada. Per farlo ricorre alla stessa soluzione, ovvero si impossessa della Fu-maken (o spada Fu-ma), per contenere almeno temporaneamente il potere sinistro della lama. Quindi si iscrive King of Iron Fist Tournament 6, epicentro di una forte energia negativa con la speranza di placare l'aura della spada.
Durante gli eventi del Tekken 6, quando il vaso di Pandora cade sulla terra, la spada di Yoshimitsu entra in risonanza con l'energia emanata dall'oggetto misterioso. Pensando che potessero essere in qualche modo collegati, Yoshimitsu chiede aiuto al ninja Raven per trovare il vaso.

## Storia dello sviluppo del personaggio
La prima apparizione di Yoshimitsu in assoluto risale al 1994 nel cabinato Tekken. Avendo ancora entrambe le braccia, il personaggio risultava molto limitato nel numero e nella varietà delle mosse, limiti comunque comprensibili considerando anche le limitate e per quanto ben sfruttate conoscenze tecniche dei videogiochi dell'epoca.
Con Tekken 2 il personaggio acquisisce maggiore mobilità su schermo, grazie anche alla capacità di volare per brevi secondi. Ma il gioco che consegna Yoshimitsu al successo videoludico internazionale è sicuramente Tekken 3. Grazie anche alle migliori capacità grafiche e tecniche del tempo, Yoshimitsu acquisisce uno stile e un aspetto molto più definito, oltre a un elenco di mosse iconiche come il "flea" o l'"indian stance". Tanto è il successo del personaggio che Yoshimitsu appare addirittura come personaggio giocabile in Anna Kournikova's Smash Court Tennis insieme a Eddy e Heihachi. Visto il successo del 1998, la Namco decide di sfruttare Yoshimitsu anche con l'altro titolo di picchiaduro: Soulcalibur del 1999. Qui troviamo un personaggio identico per stile e simile d'aspetto. Le mosse sono adeguatamente adattate per essere usate, completamente, con l'arma bianca, pur rimanendo nell'esecuzione identiche alla controparte Tekken.
Il 2000 vede l'approdo di Yoshimitsu alle console di nuova generazione (se si considera il Dreamcast una console di passaggio, console dove è apparso per la prima volta in Soulcalibur), nel dettaglio sulla PlayStation 2 in Tekken Tag Tournament. Lo stile, l'aspetto e le mosse del personaggio rimangono pressoché invariate rispetto a Tekken 3. Nel 2002 Yoshimitsu approda su Tekken 4 con un look rinnovato e uno stile lievemente aggiornato rispetto al capitolo precedente con l'aggiunta di qualche mossa. L'anno successivo Yoshimitsu ritorna nel secondo capitolo di Soulcalibur sempre con mosse e stile quasi invariati. Nel 2005 Yoshimitsu appare per l'ultima volta nelle console a 128 bit prima in Tekken 5 e poi in Soulcalibur III. Qui lo stile è rafforzato da alcune mosse più potenti nel corpo a corpo e la possibilità di controllare maggiormente il volo con la spada o Manji Dragonfly.
L'approdo alle console next-gen avviene prima nell'estate 2008 con Soulcalibur IV e poi l'anno successivo in Tekken 6. La prima vera apparizione next-gen risalirebbe ai cabinati Tekken 6 del 2007. In questi due titoli lo stile e in buona parte il look vengono completamente stravolti. Oltre ad acquisire un'altra spada nel combattimento, la postura viene cambiata, dal classico "tremolio ritmico" originario di Tekken 3 ad una posizione ninjutsu più classica calma e controllata, per molti aspetti simile a quella di Ibuki della serie Street Fighter. Anche il controllo della/e spada/e e notevolmente migliorato, in particolare in Tekken vengono aggiunte tantissime mosse con l'arma bianca attenuando maggiormente le differenze tra il personaggio di Tekken e quello di Soulcalibur.
Con queste caratteristiche il personaggio è stato trasposto anche in Soulcalibur V e in Tekken Tag Tournament 2 del 2012. Il 2012 vede anche l'arrivo per la prima volta in assoluto del personaggio in un gioco Capcom: Street Fighter X Tekken. Nonostante il titolo si svolga durante gli eventi di Tekken 6 (e dopo quelli di Super Street Fighter IV), Yoshimitsu presenta inaspettatamente un look e uno stile del tutto uguale a quello di Tekken 3 con un ritorno al combattimento con la spada singola. Tale decisione conferma il successo che il personaggio ebbe con Tekken 3 e l'impatto che ebbe nella cultura videoludica.

## Stile di combattimento
Lo stile di combattimento di Yoshimitsu è il Ninjutsu Manji Avanzato. Egli è uno dei pochi personaggi ad avere uno stile di combattimento fittizio nei picchiaduro Namco. Tuttavia tra gli stili fittizi è quello che vanta il maggior numero di mosse "reali" ed eseguibili.
Il ninjutsu Manji Avanzato può essere considerato come un misto tra il combattimento con le spade samurai (non poche mosse nella serie Soulcalibur sono condivise da Mitsurugi) e alcune tecniche di Ninjutsu classico. A differenza però dei samurai o dei ninja che possiedono uno stile lineare e definito da precise tecniche, lo stile Manji è caratterizzato più che altro dall'uso strategico di posizioni di combattimento. Il guerriero deve essere sì ferrato nell'uso della katana, ma deve anche essere pronto a far uso di improbabili posizioni per confondere e sorprendere l'avversario. Nello specifico abbiamo:
Flea o Sword Pogo: consiste nel poggiare l'intero peso del corpo, con mani e piedi, sull'elsa della spada e rimanere allo stesso tempo perfettamente in equilibrio. In questa posizione il guerriero può saltellare e colpire l'avversario con la punta o lama della spada. A partire da Tekken 6/Soulcalibur IV, Yoshimitsu con l'aggiunta della seconda spada, può anche camminare e correre su di esse, utilizzandoli come veri e propri trampoli.
Indian Stance o Meditation: vi sono due varianti di questa mossa. La prima consiste nel sedersi a gambe incrociate sul terreno con la punta della spada rivolta verso l'alto. La spada viene mossa avanti e indietro in direzione del petto. In questo processo la salute del guerriero si rigenera lentamente. Da questa posizione è possibile fare molte cose, tutte grazie ad una efficace tecnica di teletrasporto che permette di: spostarsi alle spalle dell'avversario, attaccarlo dall'alto o dal basso, passare in posizione Flea o addirittura lanciarsi contro l'avversario. La seconda variante è molto simile alla prima con la differenza che il guerriero è in piedi e non seduto e dà le spalle all'avversario. Da questa posizione il guerriero può eseguire una serie di calci acrobatici in direzione dell'avversario oppure eseguire un harakiri.
Bad Stomache: consiste nel tirare su l'aria dallo stomaco emettendo dalla bocca un getto di veleno.
Manji Dragonfly: posizione introdotta solo a partire da Tekken 5/Soulcalibur III. Consiste nel far roteare la spada col braccio meccanico in aria come fosse la pala di un elicottero. A seconda dell'intensità con la quale fa roteare la spada, il guerriero può alzare solamente le gambe da terra rimanendo in aria oppure spiccare un volo più alto. Nel primo caso può dare l'avvio a una serie di diversi attacchi o prese aeree. Nel secondo caso una volta spiccato il volto può atterrare in picchiata con un fendente di spada o volare alle spalle dell'avversario per poi eseguire la stessa tecnica. Quest'ultima tecnica comunque è già in uso da Tekken 2/Soulcalibur.
Kincho o Intimidation: tecnica introdotta in Tekken 6/Soulcalibur IV. Consiste nell'impugnare la katana e incrociarla con il wakizashi estratto per metà dal fodero con l'altra mano. In questo modo con le due spade incrociate il guerriero può dare il via a un molteplice numero di combinazioni letali, che spaziano da un assalto incrociato a un doppio fendente o a un attacco a lame consecutive.
Mutou no Kiwami: posizione introdotta a partire da Tekken 6 e utilizzabile solo in Tekken. Consiste semplicemente nel riporre la spada nel fodero e iniziare un combattimento a mani nude. La postura in questo caso ricorda molto quella del combattimento a spada singola prima di Tekken 6/Soulcalibur IV.
A causa del grande numero di mosse e della loro difficoltà nell'esecuzione, Yoshimitsu è da sempre considerato un personaggio di difficile utilizzo. Il suo stile inoltre è uno dei più difficili da usare in battaglia proprio per la difficoltà (o l'assurdità) di molte combinazioni e posizioni. Sicuramente uno degli svantaggi di Yoshimitsu sta nella lentezza dei suoi colpi più basilari e nella scarsa potenza di essi. La poca difesa inoltre, dovuta alla sua stazza molto ridotta (178 cm per appena 63 kg di peso), lo rendono un lottatore facile da abbattere con pochi colpi. Ma per i giocatori più esperti Yoshimitsu può diventare un personaggio molto potente o addirittura il più versatile tra tutti i lottatori. Una volta imparata la logica (per quanto contorta) delle sue mosse, Yoshimitsu può diventare un avversario del tutto imprevedibile e può affrontare senza difficoltà qualunque tipo di lottatore da quello grosso e potente a quello agile e veloce.
Nota: in Soulcalibur V, Yoshimitsu il secondo benché conservi la posizione iniziale e le armi del maestro, possiede molte meno mosse del suo predecessore e in particolare sembra non utilizzare affatto la tecnica "Intimidation" a due spade e tutte le mosse che conseguono.

## Aspetto
Caratteristica del personaggio di Yoshimitsu è quella di presentare in ogni capitolo di ogni serie, Soulcalibur o Tekken che sia, un look e un costume sempre diversi. Il tema principale di ogni abbigliamento comunque rimane sempre lo stesso, ovvero l'Oni o demone giapponese. La maschera ritrae sempre o un demone o un teschio. L'abbigliamento ricalca spesso quello tradizionale da guerriero giapponese con qualche richiamo alle armature samurai.

## Altre apparizioni
Yoshimitsu appare anche nel primo e unico numero del fumetto Tekken Forever, con il look di Tekken 3.
Appare anche nel OAV Tekken - The Animation, come comparsa muta prima a fianco di Marshall Law e poi alla fine del film, sprovvisto del braccio sinistro. Qui ha il look di Tekken 2.
Nel film Tekken del 2010, Yoshimitsu è interpretato da Gary Ray Stearns. Nonostante il look fedelmente ripreso da Tekken 3, il personaggio non ha che una minima apparizione all'interno del film, un ruolo ancora più infimo nello svolgersi della trama e assolutamente non fedele al gioco. Egli è infatti un assassino al soldo di Kazuya Mishima incaricato di uccidere il figlio di quest'ultimo. Verrà ucciso proprio da Jin.